# 忠臣蔵 (2004年のテレビドラマ)
『忠臣蔵』（ちゅうしんぐら）は、2004年10月18日から12月13日まで「テレビ朝日開局45周年記念企画」作品として月曜時代劇枠で送された、東映制作の時代劇テレビドラマ。全9話。
キャッチコピーは “これは戦である。”
大石内蔵助役は松平健、吉良上野介役は伊東四朗。赤穂事件を赤穂浪士の側から描いた、時代劇の定番“忠臣蔵もの”のひとつ。
2005年2月25日にDVD-BOXが発売された。

## 概要
浅野内匠頭の勅使饗応役就任から、大石内蔵助たち四十七士による吉良邸討入の顛末までを描く。
古田求のオリジナル脚本による。脚本は元来、1991年のフジテレビ系単発時代劇『忠臣蔵 風の巻・雲の巻』で書き下ろされたもので、1996年の同局連続ドラマ『忠臣蔵』や、2003年のテレビ東京系『新春ワイド時代劇 忠臣蔵〜決断の時』でも用いられており、本作が4度目の採用である。オリジナルともいえる1991年版以降、定番娯楽作に徹した作風が本作まで濃厚に受け継がれている他、先行3作と共通する台詞も多い。また91年版以降、忠臣蔵の原典『仮名手本忠臣蔵』からも挿話が取り入れられている。
本作で加筆された部分については、徳川綱吉の恐怖政治（生類憐れみの令等）や、幕府から迫害されていた山鹿素行に心服する浅野内匠頭を幕府が牽制した、などの解釈が挙げられる。
なお、第9話（最終話）には1996年版と本作の同時期にNHKで放送されていた『最後の忠臣蔵』で内蔵助を演じた北大路欣也が、吉良家の隣人・土屋主税役で客演している。北大路は1991年版、1996年版に続き、古田版『忠臣蔵』4作品のうち3作に出演した。本作の主演を務めた松平健は、2010年にテレビ朝日で放送された『忠臣蔵〜その男、大石内蔵助』にて北大路と同様に土屋役でゲスト出演した。

## あらすじ
文化爛熟期を迎えた元禄時代。五代将軍 徳川綱吉による独裁政治が行われ、賄賂が公然と横行し、武士道がもはや時代遅れと軽視された時代。強大な権力にたてつくものなど誰一人いなかったこの時代に亡き君主の無念を晴らすために家族を捨て、恋人を捨て、ただ「武士の誇り」のためだけに立ち上がった男たちと、それを支える女たちがいた。

## サブタイトル
- 第1話「刃傷 松の廊下」
- 第2話「赤穂激震」
- 第3話「赤穂城明渡し」
- 第4話「静かなる決闘…千坂兵部」
- 第5話「祇園　遊郭に隠された真意」
- 第6話「山科　永遠の別れ」
- 第7話「東下り　垣見五郎兵衛」
- 第8話「討ち入り前夜　揺れる浪士たち」
- 第9話「討ち入り…狙うは怨敵・吉良上野介の首でござる！」

## スタッフ
- 制作統括 - 早河洋（テレビ朝日）、福湯通夫（東映）
- 企画 - 岩永恵（テレビ朝日）、加藤貢（東映）
- プロデューサー - 田中芳之（テレビ朝日）、横塚孝弘（東映）
- 脚本 - 古田求
- 音楽 - 中村幸代
- 監督 - 齋藤光正（#1）、藤岡浩二郎（#2 - 3）、杉村六郎（#4 - 6）、吉田啓一郎（#7 - 8）、橋本一（#9）

## キャスト

### 赤穂浪士（浅野家）
- 大石内蔵助 - 松平健
- 大石りく - 田中好子
- 大石主税 - 山崎裕太
- 浅野内匠頭 - 沢村一樹
- 阿久里（瑤泉院） - 櫻井淳子
- 戸田局 - 野際陽子
- 片岡源五右衛門 - 羽場裕一
- 大高源吾 - 石丸謙二郎
- 吉田忠左衛門 - 寺田農
- 寺坂吉右衛門 - 梨本謙次郎
- 堀部安兵衛 - 宇梶剛士
- 磯貝十郎左衛門 - 安藤一夫
- 岡島八十右衛門 - 遠山俊也
- 赤埴源蔵 - 永島敏行
- 不破数右衛門 - 寺島進
- 岡野金右衛門 - 要潤
- 神埼与五郎 - 村井克行
- 矢頭右衛門七 - 冨田翔
- 小山田庄左衛門 - 高知東生
- 毛利小平太 - 森岡豊
- 奥田孫太夫 - 大出俊
- 勝田新左衛門 - 北原雅樹
- 前原伊助...志村東吾
- 高田郡兵衛 - 山下徹大
- 堀部弥兵衛 - 佐野浅夫 （特別出演）
- 原惣右衛門 - 成瀬正孝
- 大石瀬左衛門 - 藤岡太郎
- 大野九郎兵衛 - 石田太郎
- 浅野大学 - 藤巻裕己

### 吉良家（上杉家）
- 吉良上野介 - 伊東四朗
- 千坂兵部 - 夏八木勲
- 上杉綱憲 - 榊英雄
- 小林平八郎 - 春田純一
- 梅（女間者） - 大家由祐子
- 清水一角 - 松重豊

### 幕府、他藩
- 徳川綱吉 - 津川雅彦
- 多門伝八郎 - 片岡鶴太郎
- 柳沢吉保 - 中原丈雄
- 荻生徂徠 - 橋爪功
- 脇坂淡路守 - 村上弘明
- 加古川本蔵[2]（脇坂淡路守の家老） - 平泉成
- 戸無瀬[2] - 戸田恵子
- 小浪[2] - 前田亜季
- 垣見五郎兵衛 - 江守徹[4]
- 土屋主税 - 北大路欣也

### その他
- 天野屋利兵衛 - 藤田まこと[5][6]
- 畳屋文吉 - 高橋元太郎
- お信 - 大路恵美
- 浮橋太夫 - 池上季実子
- 村上喜剣 - 金田明夫
- お島 - 美保純
- お艶 - 前田愛
- 政五郎 - 西田健
- なみ - 萬田久子
- 塩山伊左衛門 - 菅田俊
- お杉 - 矢沢心
- 八重 - 中山忍
- 幼少時の内匠頭 - 小林翼
- 宝井其角 - 高橋長英
- 内田三郎右衛門 - 石立鉄男
- ナレーション - 奈良岡朋子